# دون سترود
دون سترود (بالإنجليزية: Don Stroud)‏ هو متركمج وكاتب سيناريو وممثل أمريكي، ولد في 1 سبتمبر 1943 بهونولولو في الولايات المتحدة.

## أعمال

### أفلام
- (1978) قصة بدي هولي
- (1989) رخصة للقتل[3][4]
- (1995) سولجر بويز
- (2012) جانغو الحر[5]

### مسلسلات
- هاواي فايف أو

## وصلات خارجية
- دون سترود على موقع IMDb (الإنجليزية)
- دون سترود على موقع الموسوعة البريطانية (الإنجليزية)
- دون سترود على موقع ألو سيني (الفرنسية)
- دون سترود على موقع ميوزك برينز (الإنجليزية)
- دون سترود على موقع أول موفي (الإنجليزية)
- دون سترود على موقع قاعدة بيانات الأفلام السويدية (السويدية)
- دون سترود على موقع إن إن دي بي (الإنجليزية)
- دون سترود على موقع ديسكوغز (الإنجليزية)
- دون سترود على موقع قاعدة بيانات الفيلم (الإنجليزية)
- دون سترود على موقع كينوبويسك (الروسية)